# Port lotniczy Mabaruma
Port lotniczy Mabaruma (IATA: USI, ICAO: SYMB) – port lotniczy zlokalizowany w miejscowości Mabaruma, w Gujanie.